# Gara Ghidigeni, Galați
Gara Ghidigeni este un sat în comuna Ghidigeni din județul Galați, Moldova, România.
 Acest articol despre o localitate din județul Galați este deocamdată un ciot. Puteți ajuta Wikipedia prin completarea lui.